# Batalla de Carpi
La batalla de Carpi va ser la primera batalla de la Guerra de Successió Espanyola i va ser lliurada el 9 de juliol del 1701 al Ducat de Mòdena, territori aliat de la França borbònica, quan els exèrcits de l'Imperi iniciaren, en solitari, la invasió dels territoris hispànics a Itàlia.

## Antecedents

### La invasió imperial dels territoris hispànics d'Itàlia
A Itàlia l'emperador prengué la iniciativa i a començaments de l'estiu un exèrcit imperial sota el comandament del Príncep Eugeni de Savoia es reuní al Tirol amb l'objectiu d'ocupar els territoris hispànics a Itàlia. Per defensar aquests territoris, les Dues Corones diposaven d'un exèrcit franco-hispànic sota les ordres de Nicolas Catinat que es concentrà lentament entre el Chiese i l'Adige. Però les dificultats de subministrament retardaren l'avenç del Príncep Eugeni de Savoia i les tropes borbòniques pogueren ocupar sòlides posicions a Rivoli Veronese, prop de Verona. En aquesta situació el Mariscal Catinat es creia segur en tant que la República de Venècia s'havia declarat neutral.

### El Príncep Eugeni de Savoia travessa els Alps

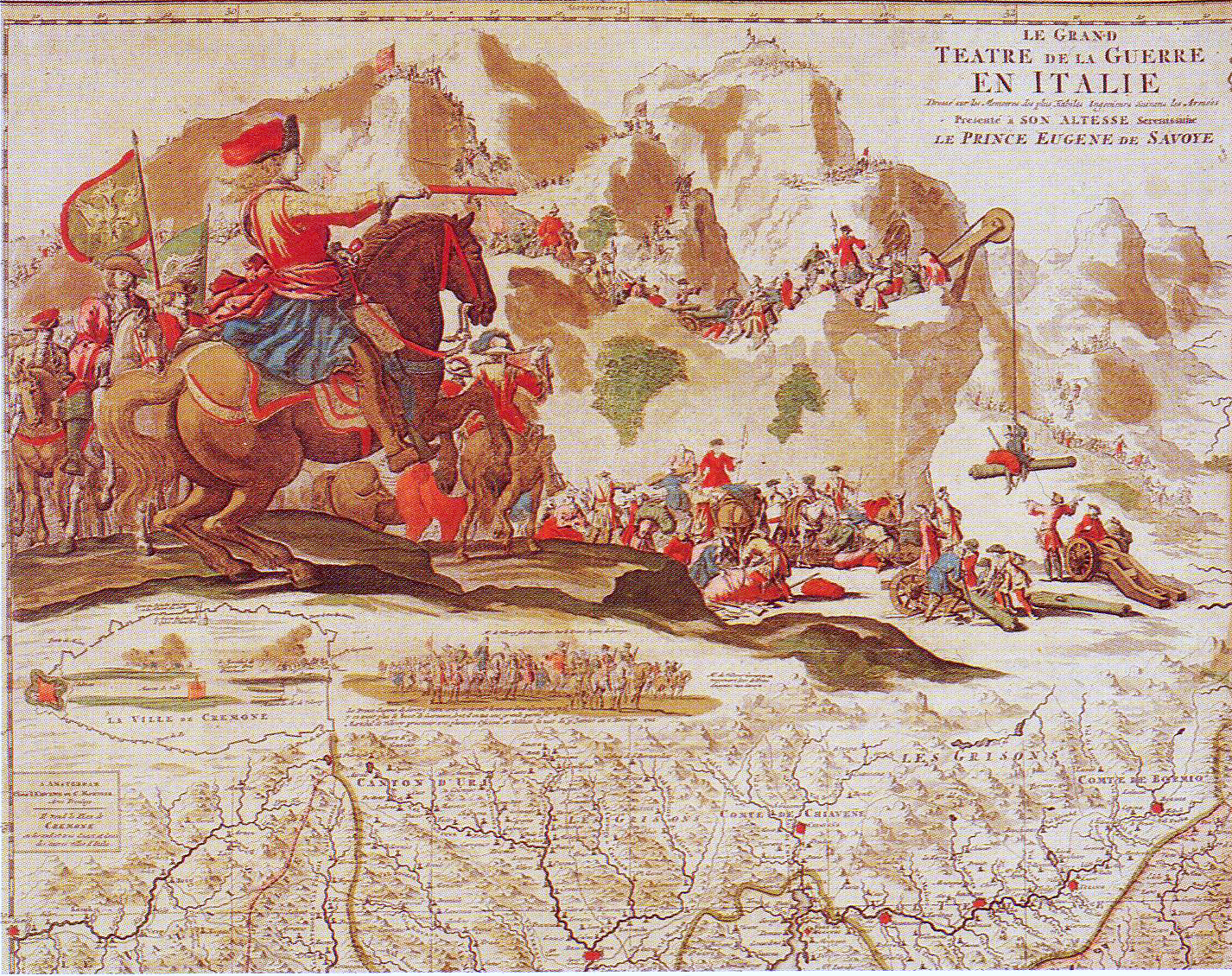
El Príncep de Savoia travessa els Alps.

Però mentre el Príncep Eugeni de Savoia feia ostentoses demostracions de voler travessar els Alps per l'Adige o pel Llac Garda, de manera secreta arribava a un acord amb la República de Venècia que li garantia el pas pel seu territori malgrat la seva neutralitat. Així, el 27 de maig i prenent infinites precaucions per mantenir el secret, travessà les muntanyes per camins que cap exèrcit havia emprat des de Carles V del Sacre Imperi Romanogermànic pel districte de Vicenza i el 28 de maig el seu exèrcit ja es trobava a les planúries del Po.
El seu primer objectiu fou el de travessar el riu Adige sense haver de lluitar, mentre que debastava les terres del Duc de Màntua per tal de forçar-lo a canviar de bàndol.
El Mariscal Nicolas Catinat havia quedat totalment sorprès doncs, donant per descomptant la neutralitat veneciana, no havia previst trobar-se les tropes confederades a la vall del Po. Refet de la sorpresa, cometé un nou error quan en veure les tropes imperials desplegar-se per Legnago pensà que la invasió es dirigia cap a les terres al sud del Po.

## Batalla
Després de cinc setmanes de cauteloses maniobres per part d'ambdós exèrcits, el Príncep Eugeni de Savoia trobà finalment un punt no vigilat. Amb les precaucions habituals de secret (enganyant fins i tot el seu propi exèrcit), travessà el riu Adige la nit del 8 de juliol al 9 de juliol prop a Carpi d'Adige el 9 de juliol, aïllant i derrotant a la cavalleria borbònica.

## Conseqüències
El Mariscal Nicolas Catinat hagué de concentrar ràpidament el seu exèrcit que es trobava escampat pel Mincio, mentre el Príncep Eugeni de Savoia es dirigí cap al nord i recobrava contacte amb les seves línies d'aprovisionament a Rivoli.
Finalment pogué enllestir les seves preparacions per travessar el Mincio a la vora de Peschiera del Garda pel flanc esquerre del Mariscal Nicolas Catinat el 28 de juliol.
La cavalleria del Mariscal Catinat no oferí cap resistència doncs la seva màxima preocupació era evitar la invasió dels territoris hispànics de la península italiana al sud del Po. Així, les tropes borbòniques s'anaren retirant fins a l'Oglio. De resultes d'aquesta derrota estratègica, el Mariscal Nicolas Catinat fou destituït del comandament en cap de les tropes borbòniques al front italià i rellevat pel Duc de Villeroy.